# Гординська-Чапельська Мирослава
Мирослава Чапельська, у шлюбі Гординська-Чапельська (нар. 24 листопада 1911 року, м. Яворів — 6 серпня 1994 року, м. Ньютон, шт. Массачусетс, США) — українська мистецтвознавиця, етнографка та перекладачка в діаспорі. 

## Життєпис
Народилась 24 листопада 1911 в м. Яворів (Яворівський район, Львівська область, Галичина) в родині греко-католицького священника о. Льва Чапельського (згодом — першого очільника Українського Музею та Бібліотеки в Стемфорді [Архівовано 29 грудня 2019 у Wayback Machine.], штат Коннектикут (1933—1938) та Стефанії, доньки отця Івана Шлемкевича (1859-1938). Дядьком був М. Шлемкевич.
Закінчивши Станиславівську українську гімназію, з батьками поїхала до Філадельфії (1920—1926). Повернувшись до Європи, вступила до Луврської школи мистецтв у Парижі (1929—1930). Там познайомилася українським митцем Святославом Гординським та одружилася з ним.
Після повернення до Львова упродовж 1931 р. навчалася в Мистецькій школі Олекси Новаківського, тоді ж вступила до Асоціації незалежних українських митців (АНУМ) і розпочала публіцистичну й мистецько-критичну діяльність. Писала мистецтвознавчі статті, критику та рецензії виставок до часописів «Мистецтво», «Назустріч» (1934—1936), «Нова Хата» (1936—1939), «Наші Дні» (1942). У 1930 роках співпрацювала з журналом «Нова Хата», висвітлювала на його шпальтах облаштування помешкань у національному стилі, що сприяло формуванню естетичних смаків галичан щодо модернізації інтер'єру помешкання та декорування його предметами в українському народному стилі.
Перебувала в дружніх стосунках з піаністкою Дарією Гординською-Каранович і літературознавцем Ярославом Гординським (сестра і батько чоловіка), митцями Миколою Бутовичем і Володимиром Ласовським, письменницею та публіцисткою Оксаною Керч, геологом і археологом Юрієм Полянським.
У вересні 1939 року з чоловіком і доньками Ладою та Ларисою на півтора року покинула Львів та емігрувала до Кракова. Повернувшись до Львова, упродовж 1941—1943 рр. входила до кураторії Музею народного мистецтва.
У 1944 р. разом із сім'єю емігрувала до Відня, де проживала сестра чоловіка, Дарія Гординська-Каранович, звідки — до Мюнхена, і врешті, 1946 року — до США. Деякий час мешкала в Елізабеті, згодом осіла у Вероні (шт. Нью-Джерсі).
На еміграції переклала з англійської книжку нобелівської лауреатки Перл Бак «East Wind, West Wind», деякі твори Едгара По, «Україна моїх блакитних днів», художника та мистецтвознавця Олекси Грищенка, з французької. У 1950-х роках розміщувала переклади на шпальтах українського квартальника англійською мовою «Ukrainian Quarterly».
Займалася підготовкою виставок українського народного мистецтва та історичних костюмів і ляльок (найбільша — в Нью-Йорку, 1954), співпрацювала з українськими музеями: при єпархії в Стемфорді та при церкві святих Сергія і Бако в Римі, де збирала експонати для Патріарха УГКЦ Йосифа Сліпого).
Померла 6 серпня 1994 року, на 84-му році життя, у Ньютоні (шт. Массачусетс). Похована на українському цвинтарі святого Андрія, у Саут-Баунд-Бруку (шт. Нью-Джерсі).